# وثائق فنسن

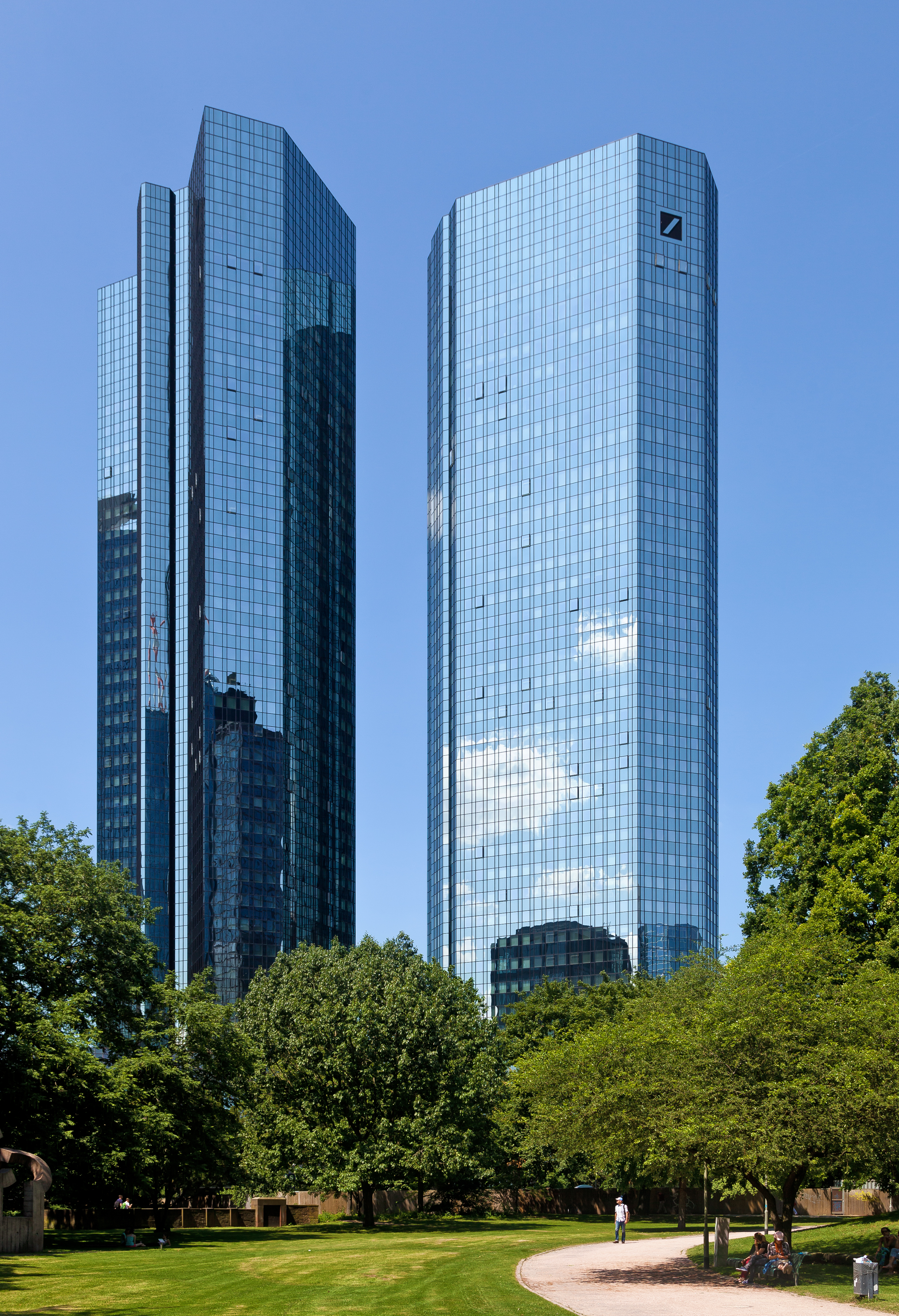

وثائق فنسن أو ملفات فنسن (بالإنجليزية: FinCEN Files)‏ هي وثائق مُسرَّبة من شبكة التحقيق في الجرائم الماليّة (FinCEN) والتي تمَّ التحقيقُ فيها من قِبل بزفيد أخبار والاتحاد الدولي للمحققين الصحفيين (ICIJ). تضمُّ هذه الملفات المسربة أكثر من 200،000 وثيقة من المعاملات المالية المشبوهة التي تبلغُ قيمتها أكثر من مليارَيْ دولار أمريكي. حصلت هذه المعاملات المشبوهة في الفترة الممتدة من عام 1999 وحتى 2017 وتورّطت فيها عشراتُ المؤسسات المالية عبر مختلفِ ربوع العالَم.
تُظهر الوثائق المسربة أنَّ الحكومة الاتحادية للولايات المتحدة قد تلقت كلّ هذه المعلومات الماليّة المشبوهة لكنها لم تفعل شيئًا يُذكر لوقف تلك الأنشطة على غِرار غسيل الأموال. وصفت شبكةُ بي بي سي نيوز أهمية الملفات بأنها تُوضِّح كيف «سمحت أكبر البنوك في العالم للمجرمين بنقل الأموال القذرة حول العالم دون حسيبٍ ولا رقيب».

## خلفية
شبكة التحقيق في الجرائم الماليّة (FinCEN) هو مكتبٌ تابعٌ لوزارة الخزانة الأمريكية حيثُ يقوم بجمع وتحليل المعلومات لمكافحة غسيل الأموال وتمويل الإرهاب والتهرب من العقوبات الاقتصادية والجرائم المالية الأخرى. تجمعُ شبكة التحقيق في الجرائم المالية تقارير الأنشطة المشبوهة والتقارير المطلوب تقديمها من قِبل المؤسسات المالية عندما تشتبه في تورُّطِ عملائها في جرائم مالية.

## الصحافة الاستقصائية
حصل موقع باز فيد نيوز (بالإنجليزية: BuzzFeed News)‏ على 2657 من الوثائق المسرّبة ثمّ عمل على مشاركتها معَ الاتحاد الدولي للمحققين الصحفيين فشرعَ 400 صحفي من 88 دولة في التحقيق في التسريبات قبل أن يبدأ في لفتِ أنظار الجمهور والعموم لها في 20 أيلول/سبتمبر 2020. صرَّح الاتحاد الدولي للمحققين الصحفيين أن معظم الملفات تعود إلى الفترة 2011-2017، كما أشارَ علاوةً على ذلك إلى أن النتائج لم تشمل كل الوثائق التي سُرَّبت بل إنها (الـ 2657 وثيقة) تُمثّل أقل من 0.02% من أكثر من 12 مليون وثيقة قدمتها المؤسسات الماليّة لشبكة التحقيق في الجرائم الماليّة (FinCEN) خلال تلك الفترة. أشارَ موقع باز فيد نيوز إلى أنَّ بعض السجلات والوثائق قد جُمعت كجزءٍ من تحقيقات الكونغرس الأمريكي في التدخل الروسي في انتخابات الولايات المتحدة عام 2016، بينما جُمعت وثائق أخرى بناءً على طلبات من الشبكة المالية للتحقيق في الجرائم الماليّة من وكالات إنفاذ القانون.

## المتورطون
يذكر موقع باز فيد نيوز أسماء عددٍ من البنوك التي تورّطت في ملفات أو وثائق فنسن بما في ذلك بنك جي بي مورغان تشيس، إتش إس بي سي، ستاندرد تشارترد، دويتشه بنك وبنك نيويورك ميلون مؤكدًا على أنّ الخمسة متورطين فعليًا في قضايا غسيل أموال. انتقد الموقع الحكومة الاتحادية للولايات المتحدة وذلك لعدم إجبارها البنوك على وقف هذا النشاط، كما أفاد باز فيد نيوز بالشراكة معَ الاتحاد الدولي للمحققين الصحفيين أن هناك بنوك أخرى متورّطة في هذه التسريبات بما في ذلك أمريكان إكسبريس، بنك أوف أمريكا، بنك أف تشاينا، باركليز، مؤسسة الاستثمار الصينية، سيتي بنك، البنك التجاري الألماني، سوسيتيه جنرال، ولز فارجو فضلًا عن البنك الدنماركي (بالإنجليزية: Danske Bank)‏، فيرست ريبابليك بنك (بالإنجليزية: First Republic Bank)‏.
أشار الاتحاد الدولي للمحققين الصحفيين إلى أنّ 62% من الإيداعات المسربة تخص دويتشه بنك وتتعلق 20% من تلك الإيداعات المشتبه فيها بعناوين في جزر العذراء البريطانية. تورّط في الوثائق المسربة كذلك عددٌ من الشخصيّات المعروفة على غِرارمدير حملة دونالد ترامب السابق بول مانافورت وتاجر الذهب الإيراني التركي رضا ضراب ورجل الأعمال الماليزي جو لو والمافياوي الروسي سيميون موغيليفيتش.

### ألمانيا
أفاد كل من الاتحاد الدولي للمحققين الصحفيين ودويتشه فيله (DW) أن دويتشه بنك الألماني متورطٌ وبشكلٍ كبيرٍ جدًا في الوثائق المسربة، حيثُ أشارت قناة دويتشه فيله إلى أنّ دويتشه بنك كان مسؤولاً عن معاملات مشبوهة بقيمةِ 1.3 تريليون دولار حتى بعد دفعهِ مئات الملايين من الغرامات لخرقه العقوبات الأمريكية. ذكر موقع باز فيد نيوز أيضًا أن الملفات كشفت عن أن دويتشه بنك كان مصدرًا رئيسيًا لغسيل الأموال القادمة من عالم الجريمة المنظمة وتجار المخدرات وقضايا تمويل الإرهاب.

### الهند
ذكرت صحيفة إنديان إكسبريس أن شركة جيندال للصلب (بالإنجليزية: Jindal Steel and Power)‏ هي الأخرى تورطت معَ دويتشه بنك قي قضايا غسيل الأموال.

### إيران
كشفت وثائق فنسن المسربة مزيدًا من التفاصيل حول المخطط الذي استخدمه رجل الأعمال الإيرانيّ رضا ضراب للتهرب من العقوبات الاقتصادية المفروضة على إيران ومن العقوبات المترتبة عن قانون ماغنيتسكي كما كشفت اللثام عن علاقتهِ بمخططات غسيل الأموال الروسية.

### أيرلندا
أفادت صحيفةُ ذا آيرِش تايمز (بالإنجليزية: The Irish Times)‏ عن تورّطِ «شركة خدمات دولية» تتخذ من دبلن مقرًا لها في قضايا مشبوهة حيثُ ساعد مكتبها في العاصمة اللاتفيّة ريغا عملاء من روسيا والاتحاد السوفيتي (سابقًا) على إنشاء حساباتٍ سريةٍ في بنوك إستونية ولاتفية والتعامل مع شركات وهمية في المملكة المتحدة تشكلت في التسعينيات. تُظهر مستندات فنسن أن 646 من أصل 2100 شركة إسكتلندية وإنجليزية تعاملت مع هذه الشركة الأيرلندية الكبيرة.

### اليابان
كشفت الملفات المسربة أيضًا أن شركة استشارية للجنة عرض أولمبياد طوكيو دفعت 370 ألف دولار لابن لامين دياك العضو السابق في اللجنة الأولمبية الدولية والذي سُجن بتهمِ الفساد في وقتٍ سابقٍ من عام 2020.

### المكسيك
تورَّط الرئيس المكسيكي السابق إنريكه بينيا نييتو في قضايا غسيل أموال كما أظهرت ذلك وثائق فنسن، التي كشفت أيضًا أن المجموعة الكبرى المحدودة (بالإنجليزية: Group Grand Limited)‏ كانت تحت سيطرة رجل الأعمال الكولومبي أليكس ساب (Alex Saab) وصديقه رجل الأعمال الكولومبي الآخر ألفارو بوليدو (Alvaro Pulido).

### النرويج
كشفت الملفات المسربة أن البنوك الأمريكية أخطرت سلطاتها باختفاء حوالي 160 مليون دولار من خلال مجموعة دي إن بي المملوكة جزئيًا للدولة. تمَّت المعاملات عبر دي إن بي بشكلٍ أساسي من 2015 إلى 2017 ويعودُ تاريخ بعض العمليّات إلى عام 2008.

### بولندا
ذكرت صحيفة غازيتا ويبوركزا (بالبولندية: Gazeta Wyborcza) أنه في عامي 2013 و2014 سهّل بنك إيتش سي بي سي تحويل 80 مليون دولار من المستثمرين إلى صندوق سوق رأس المال العالمي وهو تسويق هرمي كان البنك على علمٍ به في ذلك الوقت.

### الإمارات العربية المتحدة
فشلَ مصرف الإمارات العربية المتحدة المركزي في التصرف بشأنِ العقوبات المفروضة على إيران وتلاعب بعض رجال الأعمال والمستثمرين لتفادي هذه العقوبات.

### المملكة المتحدة
يُشير تقريرٌ صادرٌ عن هيئة الإذاعة البريطانية (بي بي سي) إلى أن ملفات فنسن تكشفُ عن تورط بنك إيتش سي بي سي في المملكة المتحدة في العديد من التحويلات المالية غير القانونية. كان بنكُ إيتش سي بي سي في ذلك الوقت خاضعًا لاتفاق مقاضاةٍ مؤجلٍ بسبب تورّطهِ في غسيل 881 مليون دولار نيابة عن عصابة كارتل سينالوا.
تصفُ الملفات أيضًا كيف قام بنك باركليز بغسل الأموال نيابة عن أركادي روتنبرغ الشريك المقرب لفلاديمير بوتين الذي يخضعُ لعقوبات لتورّطه في الأزمة الأوكرانية، وتُشير بي بي سي كذلك لتورط عددٍ من شركات الدولة البريطانيّة في تلك الوثائق.

### الولايات المتحدة الأمريكية
ذكرت شبكة إن بي سي نيوز أن كوريا الشمالية نفذت مخططًا لغسيل الأموال في الولايات المتحدة باستخدام شركاتٍ وهميةٍ وبمساعدةٍ من الشركات الصينية وذلك لغسل الأموال من خلال البنوك الأمريكيّة.

## ردود الفعل
تواصل موقع باز فيد نيوز مع البنوك المذكورة للرد على الادعاءات، فلم يرد بنك أمريكان إكسبريس ولا بنك الصين كما امتنع بنك أوف أمريكا وفيرست ريبابليك بنك عن التعليق. أعلنت شبكة التحقيق في الجرائم الماليّة (FinCEN) في السادس عشر من أيلول/سبتمبر 2020 أنها ستُصلح برامج غسيل الأموال الخاصة بها وذلك بعد بدء الحديث عن تلك الوثائق المسربة ومدى الفساد الذي كشفته. أدانت الشبكة أيضًا التسريب قائلةً إنه قد يُؤثّر على الأمن القومي للولايات المتحدة ويهدد التحقيقات كما يهدد سلامة المؤسسات والأفراد الذين يقدمون التقارير للشبكة.